# Désiré Letort
Désiré Letort   (Bourseul, 29 de gener de 1943 - Sant-Maloù, 9 de setembre de 2012) va ser un ciclista francès, que fou professional entre 1965 i 1973. Entre d'altres victòries destaquen una etapa al Tour de Romandia i la general del Tour de l'Alt Var, però el principal èxit esportiu fou haver vestit el mallot groc del Tour de França en l'edició de 1969. El 1967 havia guanyat el Campionat de França en ruta, però en fou desposseït per haver donat possitiu en un control antidopatge.

## Palmarès
- 1964
  - Vencedor d'una etapa del Tour de l'Avenir
- 1966
  - 1r de la París-Camembert
  - 1r del Premi de Sévignac
- 1967
  - 1r del Premi de Sévignac
- 1968
  - 1r del Critèrium de Saint-Georges-de-Chesné
  - Vencedor d'una etapa del Tour del Nord
- 1969
  - 1r del Premi de Ploerdut
  - 1r del Premi de Laval
  - 1r del Premi de Plancoet
- 1970
  - 1r del Premi d'Issé
  - 1r del Premi d'Hénon
  - Vencedor d'una etapa del Tour de Romandia
- 1971
  - 1r del Tour de l'Alt Var

### Resultats al Tour de França
- 1965. Abandona (13a etapa)
- 1966. 54è de la classificació general
- 1967. 4t de la classificació general. 1r del Premi de la Combativitat
- 1968. Abandona (12a etapa)
- 1969. 9è de la classificació general.  Porta el mallot groc durant 1 etapa
- 1970. Abandona (7a etapa)
- 1971. 17è de la classificació general
- 1972. Abandona (14a etapa)

### Resultats a la Volta a Espanya
- 1967. 27è de la classificació general
- 1969. Fora de control (17a etapa)
- 1971. 26è de la classificació general
- 1972. Abandona

### Resultats al Giro d'Itàlia
- 1968. Abandona